# Kenny Carr
Pour les articles homonymes, voir Carr.
Kenneth Alan « Kenny » Carr (né le 15 août 1955 à Washington) est un joueur américain de basket-ball, évoluant au poste d'ailier.

## Carrière

### Palmarès
- Champion olympique 1976